# Тренування

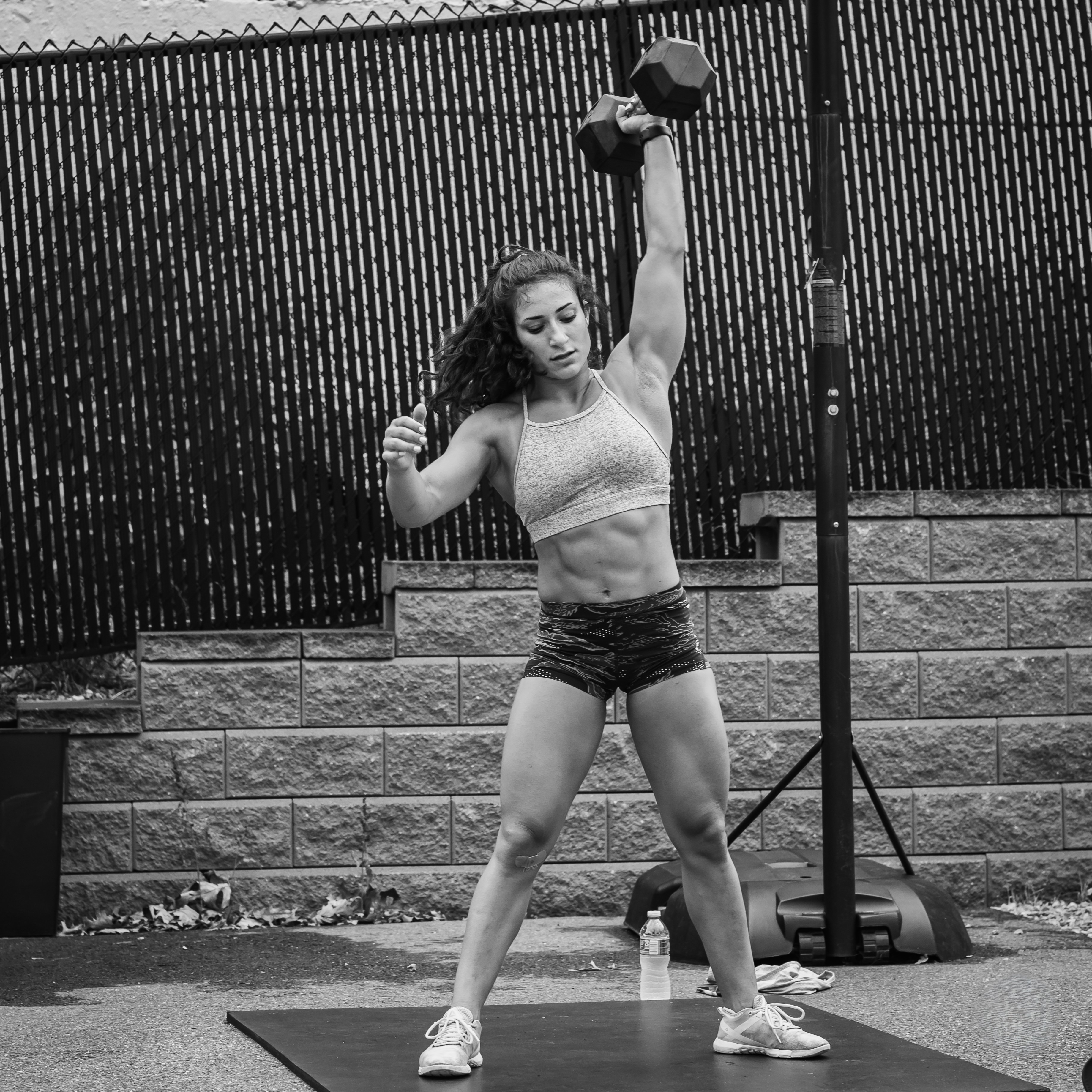
Високоінтенсивне інтервальне тренування — найефективніше тренування для зменшення жирової маси.

Тренування — навчання, вправи для вдосконалення навику, майстерності.  Те саме, що тренінг (від англ. to train) виховувати, навчати — «тренування, а також спеціальний тренувальний режим», або «спеціальне приміщення для тренування (у 1 значенні)».

## Засоби. Розвиток якостей вправами. Теоретико-методичні підходи
Засоби тренування включають загальну підготовку, спеціальну підготовку та спеціальні вправи. Вправа — це «розвиток певних якостей, навичок шляхом постійної, систематичної праці», а також «спеціальне завдання, що виконується для набуття певних навичок або закріплення наявних знань». Це комплекс, спрямований на розвиток і вдосконалення певних функцій організму та особистості в цілому до певної діяльності. Тре́нінг (англ. training) — означає вправа, — спланований процес змвни (модифікації) відношення, знань чи поведінкових навичок того, хто навчається, через набуття навчального досвіду з метою більш ефективного використання набутих знань і навичок в одному виді діяльності або в певній сфері. 
Тривалість і характер інтервалів відпочинку між вправами визначає здебільшого спрямованість тренувальної роботи. Під час інтервалів відпочинку між вправами проходить відновлення працездатності.

### Спортивне тренування
Спортивне тренування — детально організований педагогічний процес виховання, навчання та підвищення рівня фізичної та функціональної підготовленості спортсменів в умовах правильного гігієнічного режиму, на основі педагогічного та лікарського контролю, а також самоконтролю. Це спланований педагогічний процес, який передбачає  навчання спортсмена спортивній техніці і тактиці, та розвиток його фізичних здібностей.
Спортивне тренування — це процес доцільного використання всієї сукупності факторів (засобів, методів, умов), які дозволяють більш цілеспрямовано впливати на розвиток спортсменів і забезпечити необхідний ступінь їхньої готовності до спортивних досягнень. 

### Психологічний тренінг
Психологічний тренінг — методика впливу на особистість з метою підвищення ефективності взаємодії із суспільством. 
В медичній практиці, зокрема, досить поширений психотренінг за Скуміним, який складається з п'яти вправ: «Релаксація» — послідовне розслаблення м'язів ніг, рук, тулуба, шиї, голови.
«Тепло» — викликається у ногах, руках, сонячному сплетенні, шиї, голові.
«Паріння, невагомість» — використовуються формули які викликають відчуття паріння, невагомості, «розчинення» тіла.
«Цільове самонавіювання» — формули його визначаються конкретними лікувальними завданнями. Вони направлені на вироблення адекватного відношення до хвороби, нормалізування сну, корекцію характерологічних відхилень, подолання страхів, тривог, мобілізацію ресурсів особистості.
«Активація» — проводиться за допомогою формул та уявлень, що сприяють виходу зі стану занурення. Підкреслюється, що організм зарядився енергією, силою і це сприяє відновленню здоров'я, подальшому покращанню стану.

### Книги
- Теорія і методика спортивних тренувань: навч.-метод. посіб. / уклад. І. Ю. Наконечний. — Чернівці: ЧНУ, 2018. — 196 с.

### Журнали
- Journal of Athletic Training
- European Journal of Training and Development
- International Journal of Athletic Therapy and Training